# Castello di Birseck
Il castello di Birseck (in tedesco: Burg Birseck) si trova nel comune di Arlesheim, nel cantone di Basilea Campagna. Il castello di Birseck è anche chiamato "Untere Burg Birseck" o "Vordere Burg Birseck" ed è uno dei quattro castelli su un pendio chiamato Birseck che delimita la pianura del fiume Birs.
Il complesso edilizio dell'Eremitage che comprende il castello è elencato come sito del patrimonio di importanza nazionale.
Burg Reichenstein è il castello gemello di Birseck e si trova su un pendio più alto a nord.